# Saint-Genis (Hautes-Alpes)
Saint-Genis korábbi község (település) Franciaországban, Hautes-Alpes megyében. Lakosainak száma 54 fő (2018. január 1.). Saint-Genis Le Bersac, Eyguians, Laragne-Montéglin, Lazer, Montrond, Savournon, Trescléoux, Ventavon és Garde-Colombe községekkel határos.
2016. január 1-jén Eyguians és Lagrand községgel egyesült és delegált község státusszal Garde-Colombe új község része lett.

## Népesség
A település népessége az elmúlt években az alábbi módon változott:
| Lakosok száma | 42   | 31   | 36   | 44   | 49   | 56   | 50   | 50   | 55   | 54   |
|               | 1962 | 1968 | 1982 | 1990 | 1999 | 2008 | 2011 | 2013 | 2017 | 2018 |